# Neapel (provins)
Neapel (italienska: Provincia di Napoli) var en provins i regionen Kampanien i Italien. Neapel var huvudort i provinsen. Provinsen etablerades 1860 när Kungariket Sardinien annekterade Kungariket Bägge Sicilierna där området tillhörde provinsen Provincia di Napoli. Den 1 januari 2015 togs dess funktion över av storstadsregionen Città metropolitana di Napoli.

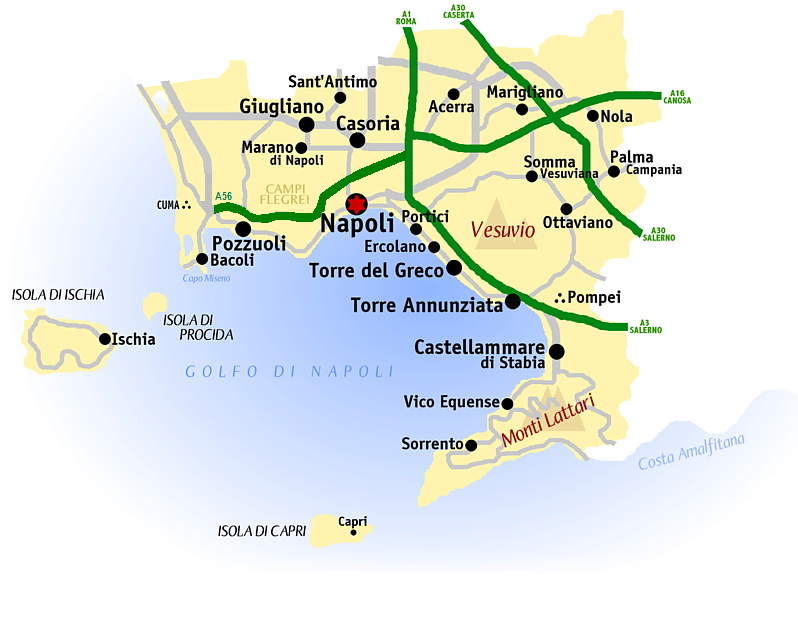
Karta över provinsen

## Världsarv i provinsen
- Staden Neapels historiska centrum världsarv sedan 1995.
- Arkeologiska områden i Pompeji, Herculaneum och Torre Annunziata världsarv sedan 1997.

## Administration
Provinsen Neapel var indelad i 92 comuni (kommuner) när provinsen upphörde 2014.